# Дубравко Шименц
Дубравко Шименц (Загреб, 2. новембар 1966) бивши је југословенски и хрватски ватерполиста.

## Спортска биографија

### Клупска каријера
Рођен је у Загребу 2. новембра 1966. године. Ватерполо каријеру започео је у загребачкој Младости где је, прошавши све клупске узрасте, наступао од 1975. до 1992. године, затим поново од 1998. до 2000, те од 2002. до 2003. године. За сплитски Јадран наступао је 1992. године. Од 1992. до 1996. године одлази у Италију и наступа за екипу Волтурна од 1992. до 1993. године, Пескару од 1993. до 1994, Комо од 1994. до 1995, поново за Пескару од 1995. до 1996. године. У лето 1996, непосредно пред одлазак на Олимпијске игре у Атланту, приступио је екипи ПОШК-а, који у то време наступа под именом Слободна Далмација, чију капицу Шименц носи све до 1998. године. Од 2000. до 2002. године био је ватерполиста италијанске Савоне, потом од 2003. до 2004. године наступа за Кјавари, затим за Кремону од 2004. до 2005. и Бољаско од 2005. до 2006. године. Члан је загребачког Медвешчака од 2006. до 2007. године.
Освојио је бројне клупске трофеје — пет титула првака државе са загребачком Младости 1989, 1990, 1992, 1999. и 2002. Националне купове освајао је два пута с Младости 1989. и 1999, једном са италијанском Кремоном 2005. године. Клупску титулу првака Европе Шименц је освојио три пута и то са загребачком Младости 1989. и 1990. године, те са сплитским Јадраном 1992. године. Два пута је члан екипе која осваја Куп победника купова, са Пескаром 1994. и загребачком Младости 1999. године. ЛЕНА куп је освојио са Пескаром 1996, европски Суперкуп с Младости 1989. године. Четири пута био је члан тима који је освојио Медитерански куп — 1988. и 1991. као играч Младости, 1993. Волтурна и 1995. као играч Кома.

### Репрезентативна каријера
За ватерполо репрезентацију Југославије одиграо је око 200 утакмица, а за Хрватску око 150. Са репрезентацијом Југославије је освојио златну медаљу на Олимпијским играма у Сеулу 1988. Са југословенском  репрезентацијом освојио је две златне медаље са Светског првенства из Мадрида 1986. и Перта 1991. године. Две сребрне медаље је освојио на Европском првенству 1985. у Софији и 1989. године у Бону. Нa Медитеранским играма 1991. у Атини је освојио сребрну медаљу. Посљедњи пут за репрезентацију Југославије је наступао на припремном турниру у Дуизбургу. Шименц се заједно са неколико играча повукао из репрезентације Југославије пред почетак Европског првенства у ватерполу 1991. у Атини након почетка отвореног рата у Хрватској.
Од 1992. године је наступао за репрезентацију Хрватске. Освојио је сребро на Олимпијским играма у Атланти 1996. године. Учествовао је још и на Олимпијским играма 2000. године у Сиднеју и 2004. године у Атини. На церемонији отварања игара у Атини 2004, носио је заставу Хрватске. Има и две сребрне медаље са Европских првенстава у Фиренци 1999. и у Крању 2003. године. Добио је бројне спортске награде за достигнућа у ватерполу.

## Приватни живот
Његов отац Златко је исто био успешан ватерполиста и репрезентативац Југославије, освајач сребрне олимпијске медаље у Токију 1964. године. Радиo je као менаџер вуковарске фабрике обуће Борово, потом у хрватској туристичкој заједници (ХТЗ). Почетком деведесетих година био је члан ХНС−а, а потом симпатизер и члан политичке партије ХДЗ. Ожењен је са Иром Шименц, имају троје деце, кћерке Карлу и Нику и сина Тому.